# Kurt Svensson
Pour les articles homonymes, voir Svensson.
Kurt Svensson (né le 15 avril 1927 à Skeppshult, et mort le 11 juillet 2016 à Träslövsläge) est un joueur de football suédois, qui évoluait au poste d'attaquant.
Le 2 février 2015, lors du décès de Karl-Erik Palmer, il devient le dernier survivant de l'équipe de Suède qui termine troisième de la coupe du monde 1950.